# Cryptaspidiotus aonidioides
Cryptaspidiotus aonidioides är en insektsart som beskrevs av Karl Hermann Leonhard Lindinger 1911. Cryptaspidiotus aonidioides ingår i släktet Cryptaspidiotus och familjen pansarsköldlöss. Inga underarter finns listade i Catalogue of Life.